# Flens (wiel)

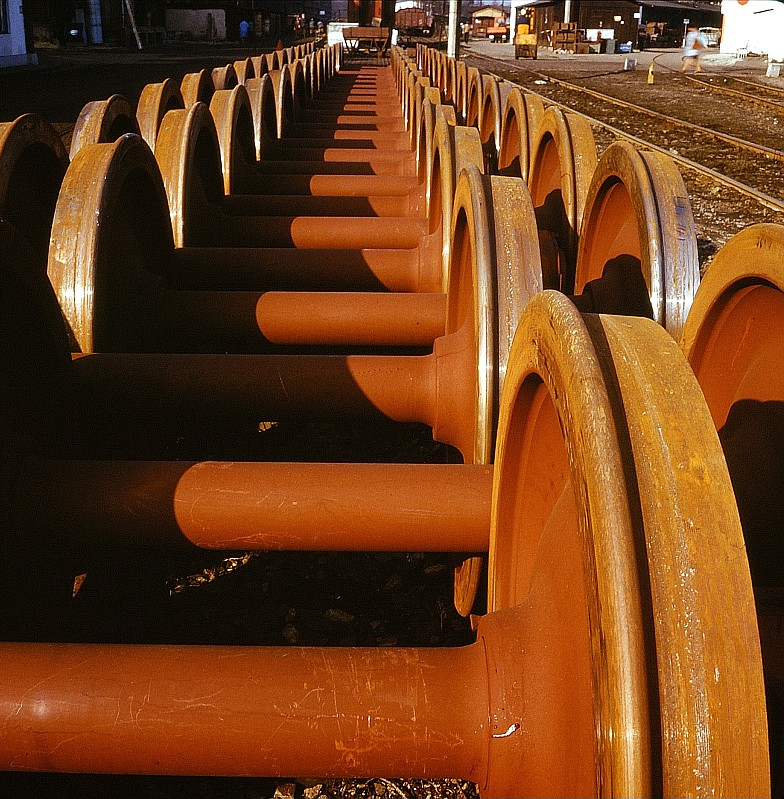
Treinwielen met flenzen

Een flens is een opstaande rand aan spoorwielen, zoals voor metro, trein, tram, havenkranen en intern transport. Door de bolling van de rail en het conische loopvlak van het wiel blijft het railvoertuig in het spoor. 
De flenzen van de wielen zijn ook nodig om het voertuig 'in' de rails te houden, vooral in bogen met een beperkte boogstraal en bij wissels. Om geluid en de slijtage door contact tussen flenzen en rails te verminderen, spuiten de NS, de NMBS en andere railvervoerders een smeermiddel op de flenzen.

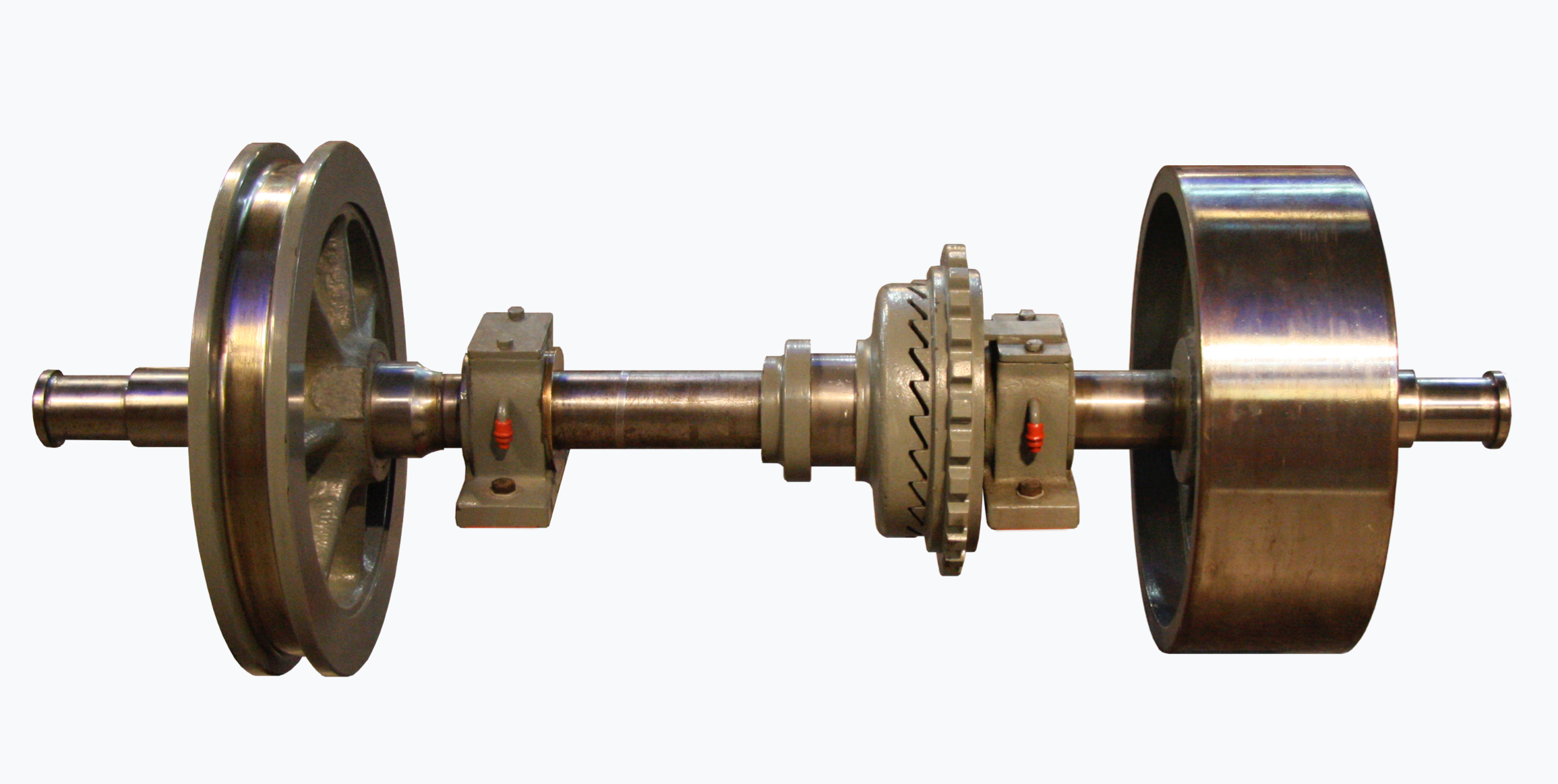
As voor gebruik op Abtse wissels: een wiel met dubbele flens en een glad wiel

Bij het monorailsysteem van de Wuppertaler Schwebebahn is een dubbele flens nodig. Bij kabelspoorwegen die Abtse wissels gebruiken moet een kant van de trein ook flenzen aan de buitenkant hebben voor geleiding over de wissels. De andere kant heeft helemaal geen flens.